# Yorba Linda
Yorba Linda – miasto w Stanach Zjednoczonych, w stanie Kalifornia, w hrabstwie Orange położonym na południe od Los Angeles. Według spisu w 2020 roku liczy 68,3 tys. mieszkańców. Jest częścią aglomeracji Los Angeles. W Yorba Linda urodził się m.in. Richard Nixon.
W 2018 roku zostało uznane za najbardziej konserwatywne miasto w Kalifornii. 22% mieszkańców stanowią Azjaci.